# イルーシヴクオリティ
イルーシヴクオリティ (Elusive Quality) とはアメリカ合衆国の競走馬・種牡馬。

## 経歴
（レースの出典については#競走成績の項を参照。）
ケンタッキー州、コステロ夫妻が所有するシルバースプリングス牧場によって生産され、シェイク・モハメッド殿下の所有馬となる。

### 3歳
1996年の5月、ベルモントパーク競馬場の未勝利戦（D8.5ハロン）にラモン・ペレスを鞍上にデビュー。1番人気に応えて2着に11馬身半を付ける大差の逃げ切り勝ち。2戦目からはジェリー・ベイリーに騎手が代わる。3戦目のアローワンスを勝った後にキングスビショップステークス（G2、D7ハロン）に出走。メトロポリタンハンデキャップの勝ち馬オナーアンドグローリーが1番人気、ディストーテッドヒューマーが2番人気。イルーシヴクオリティは4番人気だった。レースは逃げを打つイルーシヴクオリティに2番手で追走するオナーアンドグローリー。直線でもリードを保っていたが、ゴール寸前で鼻差かわされての2着になった。次はG1初挑戦となるヴォスバーグステークス（G1、D7ハロン）。オナーアンドグローリーが1番人気、イルーシヴクオリティは3番人気での出走となった。しかしスタートで失敗して逃げ損ない、何の見せ場もなく勝ったラングフールから17馬身と4分の3差離された最下位8着に惨敗した。その次のアローワンスで2着になった後で鞍上をパット・デイに代える。その後はアローワンスを2走して2勝。3歳シーズンを8戦4勝で終える。

### 4歳
翌年2月のアローワンスに勝利。この時のタイム1分20秒17はコースレコードだった。カーターハンデキャップ（G1、D7ハロン）で再びG1に挑戦。1.8倍の圧倒的な1番人気だったが、上手く逃げることが出来ずに中段を進まされ、そのまま5着に敗北（勝ったのはラングフール）。次走のトゥルーノースハンデキャップ（G2、D6ハロン）では逃げることに成功したものの途中で失速、4着に敗れる。ここで再び騎手をジェリー・ベイリーに戻してアローワンス・トムフールハンデキャップ（G2）と出走するがいずれも3着。4歳シーズンは6戦1勝で終わった。

### 5歳
年明けからアローワンスを2連勝。5月のメトロポリタンハンデキャップ（G1、D8ハロン）で3度目のG1挑戦。このレースでは2番人気ワイルドラッシュにベイリーが騎乗したためリチャード・ミグリオーレが鞍上となった。1番人気はディストーテッドヒューマー。イルーシヴクオリティは8番人気と評価を下げていた。ワイルドラッシュとのハイペースな逃げ合いになり、レース途中で失速。勝ったワイルドラッシュから23馬身差開いた8着に完敗した。メトロポリタンハンデキャップの6日後のジャイプールハンデキャップ（G3、芝7ハロン）に鞍上をベイリーに戻して出走。7番人気のブリストリングが逃げ、イルーシヴクオリティは2番手追走。直線で先頭に立ちブリストリングに頭差を付けて優勝。初のグレードレース勝利となった。続けて7月のポーカーハンデキャップ（G3、芝8ハロン）ポーカーステークス）に1番人気で出走。スタートから軽快に逃げたイルーシヴクオリティは2着に6馬身差の圧勝。レースタイム1分31秒63は当時の芝マイルの世界レコードであった。しかし次のウッドバインマイル（リステッド、芝8ハロン）では4着、ケルソハンデキャップ（G2、芝8ハロン、ケルソステークス）でも6着に終わる。このレースを以って引退。モハメッド殿下の兄マクトゥーム殿下所有のゲインズボロー牧場で種牡馬入りした。

### 競走成績
| 年月日     | 競馬場             | レース名            | 格 | 頭数 | 枠順 | 人気 | 着順 | 騎手           | 斤量 | 距離  | 馬場 | タイム   | 着差     | 1着（2着）馬       | 出典        |
| ---------- | ------------------ | ------------------- | -- | ---- | ---- | ---- | ---- | -------------- | ---- | ----- | ---- | -------- | -------- | ------------------ | ----------- |
| 1996. 5. 3 | ベルモントパーク   | メイデン            |    | 7頭  | 3番  | 1人  | 1着  | R.ペレス       | 114  | D8.5F | 不良 | 1.41.20  | 11 1/2身 | （Federal Secret） | [ RACE 1 ]  |
| 6. 5       | ベルモントパーク   | アローワンス        |    | 6頭  | 1番  | 1人  | 2着  | J.ベイリー     | 120  | D8F   | 速   | ―        | アタマ   | Silver Finder      | [ RACE 2 ]  |
| 7.19       | ベルモントパーク   | アローワンス        |    | 5頭  | 3番  | 1人  | 1着  | J.ベイリー     | 112  | D8.5F | 稍重 | 1.41.60  | 3身      | （Action）         | [ RACE 3 ]  |
| 8.24       | サラトガ           | キングスビショップH | G2 | 6頭  | 4番  | 4人  | 2着  | J.ベイリー     | 112  | D7F   | 速   | ―        | ハナ     | Honour and Glory   | [ RACE 4 ]  |
| 9.21       | ベルモントパーク   | ヴォスバーグS       | G1 | 8頭  | 1番  | 3人  | 8着  | J.ベイリー     | 122  | D7F   | 速   | ―        | 17 3/4身 | Langfuhr           | [ RACE 5 ]  |
| 10. 6      | ベルモントパーク   | アローワンス        |    | 6頭  | 6番  | 1人  | 2着  | J.ベイリー     | 115  | D6F   | 速   | ―        | クビ     | Rage               | [ RACE 6 ]  |
| 11. 5      | チャーチルダウンズ | アローワンス        |    | 7頭  | 4番  | 1人  | 1着  | P.デイ         | 116  | D6F   | 速   | 1.09.55  | 3 1/2身  | （Receiver）       | [ RACE 7 ]  |
| 11.20      | チャーチルダウンズ | アローワンス        |    | 7頭  | 3番  | 1人  | 1着  | P.デイ         | 119  | D6F   | 速   | 1.10.33  | 3 1/2身  | （Hadif One）      | [ RACE 8 ]  |
| 1997. 2.21 | ガルフストリーム   | アローワンス        |    | 9頭  | 3番  | 1人  | 1着  | P.デイ         | 119  | D7F   | 速   | 1.20.17  | 5身      | （Halo's Image）   | [ RACE 9 ]  |
| 5. 4       | アケダクト         | カーターH           | G1 | 9頭  | 5番  | 1人  | 5着  | P.デイ         | 115  | D7F   | 稍重 | ―        | 8 1/4身  | Langfuhr           | [ RACE 10 ] |
| 6. 7       | ベルモントパーク   | トゥルーノースH     | G2 | 7頭  | 1番  | 1人  | 4着  | P.デイ         | 115  | D6F   | 速   | ―        | 8身      | Punch Line         | [ RACE 11 ] |
| 6.21       | ベルモントパーク   | アローワンス        |    | 7頭  | 5番  | 1人  | 3着  | J.ベイリー     | 118  | D7F   | 速   | ―        | 3/4身    | Richmond Runner    | [ RACE 12 ] |
| 7. 6       | ベルモントパーク   | トムフールH         | G2 | 7頭  | 6番  | 1人  | 3着  | J.ベイリー     | 114  | D7F   | 速   | ―        | 4身      | Diligence          | [ RACE 13 ] |
| 1998. 2. 5 | ガルフストリーム   | アローワンス        |    | 5頭  | 2番  | 1人  | 1着  | J.ベイリー     | 115  | D7F   | 速   | 1.21.29  | 7身      | （Sea Horse）      | [ RACE 14 ] |
| 4.29       | チャーチルダウンズ | アローワンス        |    | 6頭  | 6番  | 1人  | 1着  | J.ベイリー     | 122  | D6.5F | 重   | 1.17.04  | 3 1/2身  | （Charlie Chan）   | [ RACE 15 ] |
| 5.25       | ベルモントパーク   | メトロポリタンH     | G1 | 9頭  | 5番  | 8人  | 8着  | R.ミグリオーレ | 115  | D8F   | 重   | ―        | 23 1/2身 | Wild Rush          | [ RACE 16 ] |
| 5.31       | ベルモントパーク   | ジャイプールH       | G3 | 11頭 | 10番 | 2人  | 1着  | J.ベイリー     | 115  | T7F   | 堅良 | 1.20.99  | アタマ   | （Bristling）      | [ RACE 17 ] |
| 7. 4       | ベルモントパーク   | ポーカーH           | G3 | 9頭  | 2番  | 1人  | 1着  | J.ベイリー     | 117  | T8F   | 堅良 | R1.31.63 | 6身      | （Za-Im）          | [ RACE 18 ] |
| 9.2        | ウッドバイン       | ウッドバインマイル  |    | 12頭 | 3番  | 1人  | 4着  | J.ベイリー     | 55   | T8F   | 堅良 | ―        | 5 1/2身  | Labeeb             | [ RACE 19 ] |
| 10.17      | ベルモントパーク   | ケルソH             | G2 | 6頭  | 2番  | 1人  | 6着  | J.ベイリー     | 54.5 | T8F   | 良   | ―        | 13 1/4身 | Dixie Bayou        | [ RACE 20 ] |

## 種牡馬時代
2002年から産駒がデビュー。初年度からフランスのモルニ賞でイルーシヴシティが優勝して産駒G1初勝利。2年目産駒からは米2冠馬スマーティージョーンズが登場。この活躍により2004年の北米リーディングサイヤーを獲得した。マクトゥーム殿下の死去に伴ってジョナベルファームに移動。種付け料も10万ドルにまで上がった。それ以降もブリーダーズカップ・クラシックのレイヴンズパスなど多数の活躍馬を輩出。2003年から2008年にはオーストラリア、2009年と2010年にはブラジルへとシャトルされてその土地でも活躍馬を出した。
2017年をもって種牡馬を引退。翌2018年に死去した。

### 代表産駒
（パート1国のG1馬のみ記載）
- 2000年産 
  - Elusive City  - モルニ賞（仏G1）
- 2001年
  - Maryfield - バレリーナS（米G1）
  - Smarty Jones - ケンタッキーダービー（米G1）・プリークネスS（米G1）
- 2004年産
  - Camarilla - サイアーズプロデュースS（豪G1）
- 2005年産
  - Raven's Pass - BCクラシック（米G1）・クイーンエリザベスⅡ世S（英G1）
- 2006年産
  - Quality Road - フロリダダービー（米G1）・ドンH（米G1）・メトロポリタンH（米G1）・ウッドワードS（米G1）
- 2007年産
  - Demonstrative - 米グランドナショナル（米G1）
- 2008年産
  - Sepoy - ブルーダイヤモンドS（豪G1）・ゴールデンスリッパーS（豪G1）・マニカトS（豪G1）・クールモアスタッドS（豪G1）
- 2009年産
  - Elusive Kate（英語版） - マルセルブサック賞（仏G1）・ロートシルト賞（仏G1）2回・ファルマスS（英G1）
- 2010年産 
  - Avenger of Light リネアヂパウラマシャド大賞（伯G1）
  - Certify フィリーズマイル（英G1）
- 2011年産 
  - Birkin Bag - ジアナ大賞（シダーヂジャルヂン）（伯G1）
  - Bonaparte - ダービーパウリスタ大賞（伯G1）
  - Colorado Girl - ホベルト＆ネウソングリマウジセアブラ大賞（伯G1）
  - Last Kiss - エンリケデトレドララ大賞（伯G1）
- 2016年産
  - Ce Ce - ブリーダーズカップ・フィリー＆メアスプリント（米G1）

### 母父としての代表産駒
- ショウナンアデラ - 阪神ジュベナイルフィリーズ（父ディープインパクト）
- No Nay Never - モルニ賞（父Scat Daddy）
- Roy H - BCスプリント2回、サンタアニタスプリントチャンピオンシップステークス2回（父More Than Ready）
- Shamrock Rose - ブリーダーズカップ・フィリー&メアスプリント（父First Dude）
- Gomo - アルシバイアディーズステークス（父Uncle Mo）
- Guelph - 豪シャンペンステークス、サイアーズプロデュースステークス、フライトステークス、豪1000ギニー（父Exceed And Excel）
- Shooting to Win - コーフィールドギニー（父Northern Meteor）
- Castle Lady - 仏1000ギニー（父Shamardal）
- Essential Quality - ブリーダーズフューチュリティステークス、ブリーダーズカップ・ジュヴェナイル、ベルモントステークス、トラヴァーズステークス（父Tapit）
- Mischief Magic - ブリーダーズカップ・ジュヴェナイルターフスプリント（父Exceed And Excel）
- Randomized - アラバマステークス、オグデンフィップスステークス（父Nyquist）

## 血統表
| Elusive Qualityの血統           | Elusive Qualityの血統                                                       | Elusive Qualityの血統                                                       | （血統表の出典）                                                            | （血統表の出典） |
| 父系                            | ミスタープロスペクター系                                                    | ミスタープロスペクター系                                                    | ミスタープロスペクター系                                                    | [ § 2 ]          |
| 父 Gone West 1984 鹿毛          | 父の父Mr. Prospector 1970 鹿毛                                              | Raise a Native                                                              | Native Dancer                                                               | Native Dancer    |
| 父 Gone West 1984 鹿毛          | 父の父Mr. Prospector 1970 鹿毛                                              | Raise a Native                                                              | Raise you                                                                   |                  |
| 父 Gone West 1984 鹿毛          | 父の父Mr. Prospector 1970 鹿毛                                              | Gold Digger                                                                 | Nashua                                                                      | Nashua           |
| 父 Gone West 1984 鹿毛          | 父の父Mr. Prospector 1970 鹿毛                                              | Gold Digger                                                                 | Sequence                                                                    |                  |
| 父 Gone West 1984 鹿毛          | 父の母Secrettame 1978 栗毛                                                  | Secretariat                                                                 | Bold Ruler                                                                  | Bold Ruler       |
| 父 Gone West 1984 鹿毛          | 父の母Secrettame 1978 栗毛                                                  | Secretariat                                                                 | Somethingroyal                                                              |                  |
| 父 Gone West 1984 鹿毛          | 父の母Secrettame 1978 栗毛                                                  | Tamerett                                                                    | Tim Tam                                                                     | Tim Tam          |
| 父 Gone West 1984 鹿毛          | 父の母Secrettame 1978 栗毛                                                  | Tamerett                                                                    | Mixed Marriage                                                              |                  |
| 母 Touch of Greatness 1986 鹿毛 | 母の父Hero's Honor 1980 鹿毛                                                | Northern Dancer                                                             | Nearctic                                                                    | Nearctic         |
| 母 Touch of Greatness 1986 鹿毛 | 母の父Hero's Honor 1980 鹿毛                                                | Northern Dancer                                                             | Natalma                                                                     |                  |
| 母 Touch of Greatness 1986 鹿毛 | 母の父Hero's Honor 1980 鹿毛                                                | Glowing Tribute                                                             | Graustark                                                                   | Graustark        |
| 母 Touch of Greatness 1986 鹿毛 | 母の父Hero's Honor 1980 鹿毛                                                | Glowing Tribute                                                             | Admiring                                                                    |                  |
| 母 Touch of Greatness 1986 鹿毛 | 母の母Ivory Wand 1973 鹿毛                                                  | Sir Ivor                                                                    | Sir Gaylord                                                                 | Sir Gaylord      |
| 母 Touch of Greatness 1986 鹿毛 | 母の母Ivory Wand 1973 鹿毛                                                  | Sir Ivor                                                                    | Attica                                                                      |                  |
| 母 Touch of Greatness 1986 鹿毛 | 母の母Ivory Wand 1973 鹿毛                                                  | Natashka                                                                    | Dedicate                                                                    | Dedicate         |
| 母 Touch of Greatness 1986 鹿毛 | 母の母Ivory Wand 1973 鹿毛                                                  | Natashka                                                                    | Natasha                                                                     |                  |
| 母系(F-No.)                     | Natashka系(FN:13-c)                                                         | Natashka系(FN:13-c)                                                         | Natashka系(FN:13-c)                                                         | [ § 3 ]          |
| 5代内の近親交配                 | Native Dancer 4×5、 Somethingroyal 4×5、 Nasrullah 5･5×5、 Princequillo 5×5 | Native Dancer 4×5、 Somethingroyal 4×5、 Nasrullah 5･5×5、 Princequillo 5×5 | Native Dancer 4×5、 Somethingroyal 4×5、 Nasrullah 5･5×5、 Princequillo 5×5 | [ § 4 ]          |
| 出典                            | 1. 2. 3. 4.                                                                 | 1. 2. 3. 4.                                                                 | 1. 2. 3. 4.                                                                 | 1. 2. 3. 4.      |

### 血統背景
- 母 Touch of Greatness は不出走馬[10]で、イルーシヴクオリティ以外に1999年のロベールパパン賞（仏G2）・アングルシーステークス（英語版）（愛G3）に勝った Rossini[11] を出している。
- 母父 Hero's Honor は現役時代米G1を2勝（ボウリング・グリーンハンデキャップ（英語版）、ユナイテッドネイションズハンデキャップ）した活躍馬で半弟に1993年の米2冠馬シーヒーロー[12]がおり、他にも多数の活躍馬を出した名牝系に属している。種牡馬としても米G1を2勝した Super Quercus （ハリウッドダービー・ハリウッドターフカップステークス）[13]を筆頭に多数のグレードレース勝ち馬を出して一定の成功を収めた[14]。 母父としてはイルーシヴクオリティ以外に2007年のサンチャリオットステークスに勝利した Majestic Roi を出している[15]。
- 本馬の祖母 Ivory Wand は1976年のG3時代のテストステークス勝ち馬[16]で Touch of Greatness の半兄にオイロパ賞他ヨーロッパでG1を3勝した Gold and Ivory[17] 、Touch of Greatness の半姉 Land of Ivory の仔にアイルランドナショナルステークスの勝ち馬 Heart of Darkness[18] 、同じく半姉 Ivory Idol の仔にブリーダーズカップ・ジュヴェナイル勝ち馬の Anees[19] など他にも活躍馬多数。
- さらに本馬の曾祖母 Natashka は1966年のアラバマステークスなど多数のステークスに勝利した名牝でその子孫には活躍馬が多数出ている。日本にも縁が深く、輸入種牡馬サウスアトランティック[20]・シルクプリマドンナ[21]・ヘヴンリーロマンス[22]などはNatashkaの子孫である。

### レース結果の出典
1. ↑  “Maiden Special Weight”.   Blood Horse. 2020年1月12日閲覧。
2. ↑  “Maiden Special Weight”.   Blood Horse. 2020年1月12日閲覧。
3. ↑  “Maiden Special Weight”.   Blood Horse. 2020年1月12日閲覧。
4. ↑  “King's Bishop S”.   Blood Horse. 2020年1月12日閲覧。
5. ↑  “Vosburg S”.   Blood Horse. 2020年1月12日閲覧。
6. ↑  “Allowance”.   Blood Horse. 2020年1月12日閲覧。
7. ↑  “Allowance”.   Blood Horse. 2020年1月12日閲覧。
8. ↑  “Allowance”.   Blood Horse. 2020年1月12日閲覧。
9. ↑  “Allowance”.   Blood Horse. 2020年1月12日閲覧。
10. ↑  “Carter H”.   Blood Horse. 2020年1月12日閲覧。
11. ↑  “True North H”.   Blood Horse. 2020年1月12日閲覧。
12. ↑  “Allowance”.   Blood Horse. 2020年1月12日閲覧。
13. ↑  “Tom Fool H”.   Blood Horse. 2020年1月12日閲覧。
14. ↑  “Allowance”.   Blood Horse. 2020年1月12日閲覧。
15. ↑  “Allowance”.   Blood Horse. 2020年1月12日閲覧。
16. ↑  “Metropolitan H”.   Blood Horse. 2020年1月12日閲覧。
17. ↑  “Jaipur H”.   Blood Horse. 2020年1月12日閲覧。
18. ↑  “Poker H”.   Blood Horse. 2020年1月12日閲覧。
19. ↑  “Woodbine M”.   Blood Horse. 2020年1月12日閲覧。
20. ↑  “Kelso H”.   Blood Horse. 2020年1月12日閲覧。